# Altius Nordic Ski Club
Altius Nordic Ski Club – kanadyjski klub narciarski założony w Calgary. Mottem klubu jest hasło przewodnie Igrzysk Olimpijskich, Citius-Altius-Fortius.
Wszyscy skoczkowie, którzy brali udział w Mistrzostwach Kanady w Skokach Narciarskich 2017, byli reprezentantami tego klubu. Mackenzie Boyd-Clowes został złotym, Matthew Soukup srebrnym, a Joshua Maurer brązowym medalistą.